# Арафо
Арафо (ісп. Arafo) — муніципалітет в Іспанії, у складі автономної спільноти Канарські острови, у провінції Санта-Крус-де-Тенерифе, на острові Тенерифе. Населення — 5543 особи (2010).
Муніципалітет розташований на відстані близько 1780 км на південний захід від Мадрида, 21 км на південний захід від Санта-Крус-де-Тенерифе.
На території муніципалітету розташовані такі населені пункти: (дані про населення за 2010 рік)
- Арафо: 4209 осіб
- Ла-Ідальга: 1334 особи

## Демографія
Динаміка населення (INE ):

## Уродженці
- Едгар Антоніо Мендес (*1991) — іспанський футболіст, півзахисник, фланговий півзахисник.

## Галерея зображень

Розташування муніципалітету на острові Тенерифе